# Colonia Abraham González
Colonia Abraham González är en ort i Mexiko.   Den ligger i kommunen Delicias och delstaten Chihuahua, i den nordvästra delen av landet, 1 200 km nordväst om huvudstaden Mexico City. Colonia Abraham González ligger 1 210 meter över havet och antalet invånare är 1 404.
Terrängen runt Colonia Abraham González är huvudsakligen platt, men åt nordost är den kuperad. Terrängen runt Colonia Abraham González sluttar västerut. Runt Colonia Abraham González är det glesbefolkat, med 9 invånare per kvadratkilometer. Närmaste större samhälle är Ciudad Delicias, 6,4 km väster om Colonia Abraham González. Trakten runt Colonia Abraham González består till största delen av jordbruksmark.